# (21063) 1991 JC2
(21063) 1991 JC2 est un astéroïde de la ceinture principale d'astéroïdes découvert en 1991.

## Description
(21063) 1991 JC2 a été découvert le 8 mai 1991 à l'observatoire de Siding Spring, situé près de Coonabarabran, en Nouvelle-Galles du Sud, en Australie, par Robert H. McNaught.

### Caractéristiques orbitales
L'orbite de cet astéroïde est caractérisée par un demi-grand axe de 2,31 UA, un périhélie de 1,85 UA, une excentricité de 0,20 et une inclinaison de 7,75° par rapport à l'écliptique. Du fait de ces caractéristiques, à savoir un demi-grand axe compris entre 2 et 3,2 UA et un périhélie supérieur à 1,666 UA, il est classé, selon la JPL Small-Body Database, comme objet de la ceinture principale d'astéroïdes.

### Caractéristiques physiques
(21063) 1991 JC2 a une magnitude absolue (H) de 15,2 et un albédo estimé à 0,149.